# Базыр (река)
Базыр — река в России, протекает по Шарыповскому району Красноярского края и Орджоникидзевскому району Хакасии, левый приток реки Береш (бассейн Оби).

## География
Длина реки — 74 км. Площадь водосборного бассейна — 368 км². Впадает в Береш в 20 км от её устья (а именно в Берёзовское водохранилище) западнее Шарыпово.
Населённые пункты на реке (от устья до истока): Базыр (Холмогорский сельсовет) и Горячегорск (ГО «Город Шарыпово»).
Притоки (от устья до истока): Еловый (левый), Алабужонок (левый), Инзиюл (длина 16 км) (правый), Каменный (левый), Долгий (левый), Еловый (длина 11 км) (левый), Тустуюл-1 (левый), Тустуюл-2 (левый), Берёзовый (левый), ручей Базыр (левый).
Междуречье низовья Базыра и реки Береш — среднепроходимые болота с луговой растительностью и низкорослым лесом.

## Гидрология
По данным наблюдений с 1954 по 1974 год среднегодовой расход воды в районе деревни Базыр (34 км от устья) на отметке высоты 382,34 м над уровнем моря составляет 1,73 м³/с.
| Средний расход воды (м³/с) реки Базыр по месяцам и за год с 1954 по 1974 гг. (замеры производились на гидрологическом посту в районе деревни Базыр (34 км от устья)) |

## Данные водного реестра
По данным государственного водного реестра России и геоинформационной системы водохозяйственного районирования территории РФ, подготовленной Федеральным агентством водных ресурсов:
- Бассейновый округ — Верхнеобский
- Речной бассейн — (Верхняя) Обь до впадения Иртыша
- Речной подбассейн — Чулым
- Водохозяйственный участок — Чулым от истока до города Ачинска